# Megachile rotundata
Espèce
Statut de conservation UICN

 DD  : Données insuffisantes
L'abeille découpeuse (Megachile rotundata) ou abeille tapissière, est une espèce d'abeilles solitaires appartenant au genre Megachile. Ces abeilles construisent des loges à partir de morceaux de feuilles découpées (de luzernes, troènes, acacias...), dans lesquelles elles déposent leurs œufs.

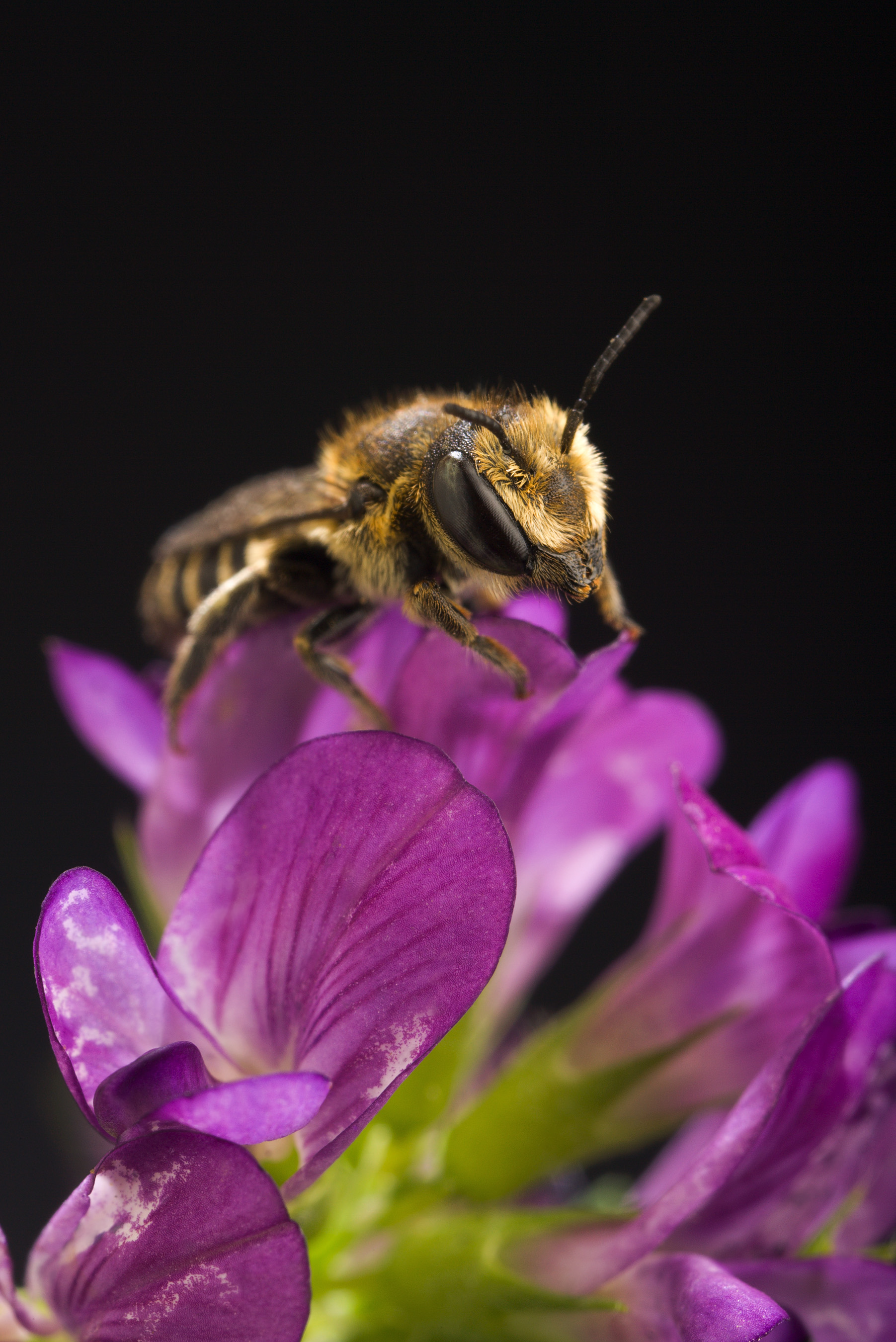
Megachile rotundata pollinisant une fleur de luzerne.

Une de ses particularités est de découper avec une méthode spectaculaire des morceaux de feuilles tendres (découpe circulaire à ovale aux bords nets, toujours en bordure de feuille ou de foliole) qu'elle transporte ensuite en vol afin de fabriquer son nid constitué de logettes confectionnées à partir des morceaux de feuilles enroulées (aspect de petits cigares).
Un nombre important de feuilles peuvent ainsi être découpées, sur le robinier faux-acacia par exemple (photo ci-contre), sans conséquence apparente pour le végétal (la « cicatrisation » se fait rapidement, notamment grâce au fait que l'abeille ne coupe pas les nervures importantes).

## Description
Elle fait partie d'un groupe de mégachiles assez petites (5-20 mm). Elle a une brosse ventrale blanche (Megachile pilidens qui lui ressemble à une brosse partiellement noire à l'arrière et présente deux taches feutrées blanches sur le 6e tergite). En tant qu'espèce solitaire, elle ne construit pas de ruche et ne forme pas de réserve de miel, mais elle est considérée comme un pollinisateur très efficace notamment de la luzerne, des carottes, et de nombreuses légumineuses cultivées, ou de plantes à baies (myrtilles). Des nids artificiels positionnés près des cultures (nids à base de pailles, ou constitués de blocs de bois percés de trous d'un diamètre convenant à l'espèce) augmentent significativement les rendements de certaines cultures.
L'espèce est caractérisée par des mandibules surdéveloppées et très coupantes, utilisées pour découper les feuilles qu'elle recherche pour confectionner son nid, mais aussi comme mécanisme de défense quand elle se sent attaquée.
Sex-ratio : il est généralement de un mâle pour une femelle, soit très différent de ce qui se produit chez les abeilles coloniales.

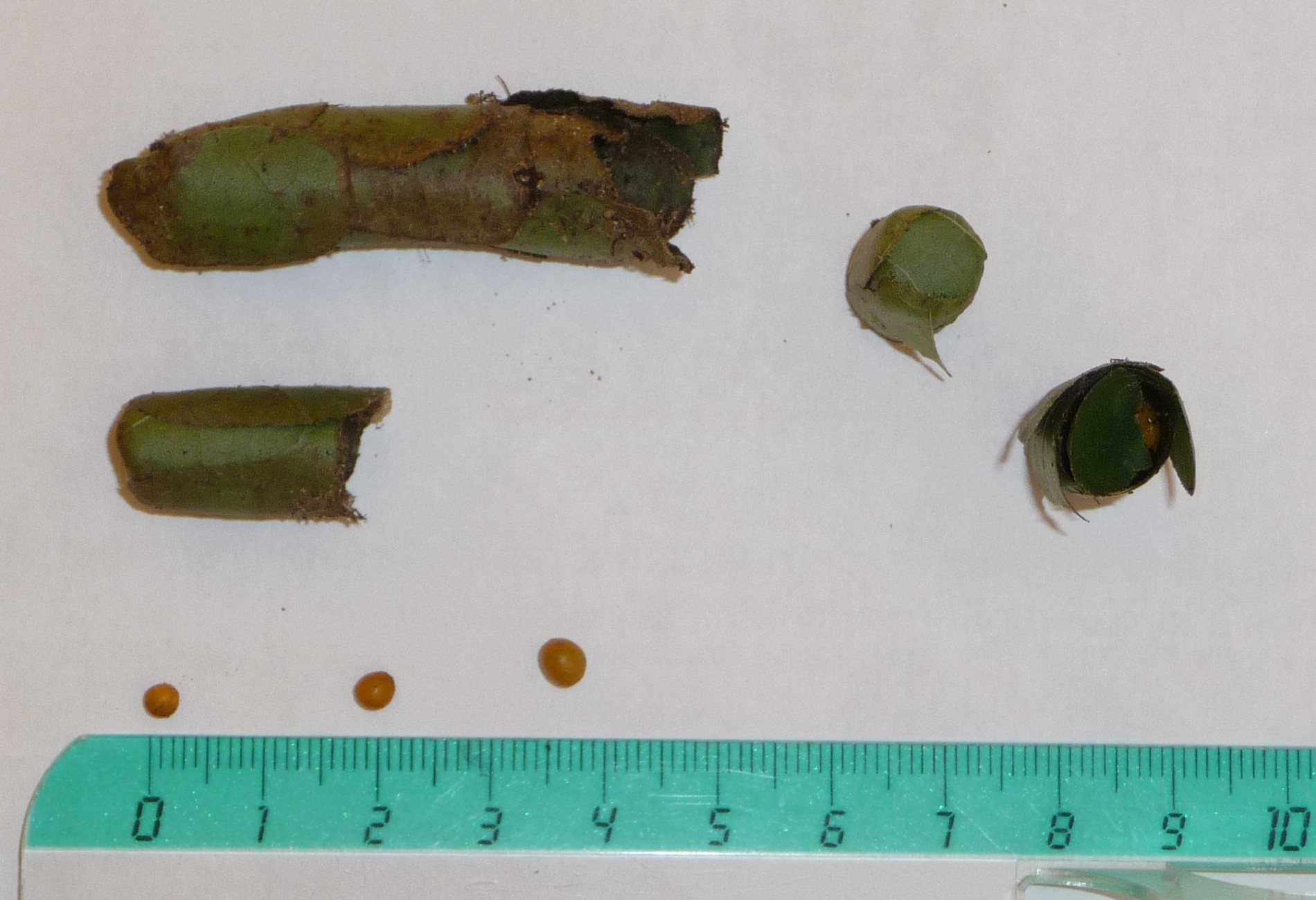
Cocons et grains de pollen d'abeille mégachile.

Reproduction : dans la nature, les femelles construisent de petits nids dans des anfractuosités du sol, de parois rocheuses ou de murs, ou dans les arbres. Elles utilisent volontiers des nichoirs artificiels (des trous percés dans un bout de bois ou des tiges creuses : bambou, carton, paille, roseaux). Chaque nid est constitué d'une série de cellules individuelles, autant que l'espace le permet. Chaque cellule ressemblant à un petit cigare, est fabriquée à partir de morceaux de feuilles ou de fleurs découpées plus ou moins en forme de disque (d'où le nom anglais de leafcutter, « coupeuse de feuille » de l'espèce). Elle utilise par exemple des feuilles ou des fleurs de : hortensias, géraniums (Pelargonium zonale), euphorbes (Euphorbia), luzernes (Medicago), lilas (Syringa), vigne (Vitis). Bien que ces abeilles ne stockent pas de miel, les femelles déposent dans le nid un stock de pollen et nectar qui alimentera la larve. Elle est polylectique, c'est-à-dire qu'elle visite plusieurs sortes de fleurs (5 familles de plantes). Ses sources de pollen sont très variées et se répartissent dans les familles suivantes :
- Apiaceae :
  - Panicaut champêtre (Eryngium campestre) ;
- Asteraceae :
  - Pulicaire dysentérique (Pulicaria dysenterica) ;
- Crassulaceae :
  - Orpin réfléchi (Sedum rupestre) ;
- Fabaceae :
  - Luzerne (Medicago sativa) ;
  - Lotier corniculé (Lotus corniculatus) ;
  - Mélilot blanc (Melilotus albus) ;
  - Trèfle des champs (Trifolium arvense) ;
  - Trèfle rampant (Trifolium repens) ;
- Amaryllidaceae :
  - Ail à tête ronde (Allium sphaerocephalon).

Chaque cellule contient une petite boule de pollen, du nectar et un œuf. La larve se développe rapidement, consommant sa provision de pollen et de nectar, puis entre en hibernation lorsque la provision est entièrement consommée. Au printemps suivant, la larve produit une pupe où elle complète son développement, puis sort du nid pour trouver un partenaire et se reproduire.
Les femelles peuvent ravitailler jusqu'à 39 cellules.
La période d'incubation est d'environ 30 jours et nécessite idéalement une température constante de plus de 30 °C.

## Maladies
Les larves de Megachile rotundata (ainsi que celles de l'abeille mellifère Apis mellifera) sont vulnérables aux champignons Ascosphaera aggregata et Ascosphaera apis, qui leur sont mortels,. Ces deux pathogènes supportent très bien de très basses températures (-80 °C).

## Parasites
Une abeille coucou, Coelioxys echinata (Förster 1853) (anciennement Coelioxys rufocaudata (Smith 1854) ou Megachile rufocaudata (Smith 1854), également appelée Coelioxys rufocaudata) peut parasiter les autres mégachiles : les œufs du parasite éclosent les premiers et les larves qui en sortent détruisent les œufs de la victime. C'est aussi le cas de Coelioxys inermis (Kirby). L'hyménoptère (Eulophidae) Melittobia australica (Girault) (en) est un autre parasite de cette abeille.

De très grandes quantités d'abeilles découpeuses ont été importées en Hongrie depuis les États-Unis entre 1972 et 1978, mais en 1974-1975 l'introduction prévue n'a pas pu être effectuée à cause de leur parasitage trop important, notamment par Melittobia acasta, qui détruit les œufs de Megachile, et Coelioxys echinata, qui se sert des cellules vides de son hôte.

## Espèce introduite aux États-Unis
Cette espèce européenne a été importée et élevée aux États-Unis dans les années 1940 à fin de pollinisation des champs et fruitiers. Elle est localement devenue sauvage (marronnage) avant de se généraliser dans une grande partie de l'Amérique du Nord, et y est maintenant considérée comme une espèce indigène.

## Utilisation
Megachile rotundata est de nos jours (en 2015) l'abeille solitaire la plus utilisée au monde. Son utilisation par l'industrie de la luzerne cultivée a triplé la production de graines ; elle est la plus importante pollinisatrice de la luzerne porte-graines en Amérique du Nord. Les producteurs de myrtilles (ou bleuets) l'utilisent également, mais M. rotundata est mal adaptée aux températures froides des nuits de printemps dans les régions productrices de cette baie au nord-est des États-Unis. La densité recommandée par hectare serait de 49.420 abeilles découpeuses. Mais la reproduction naturelle est trop peu élevée pour maintenir les stocks nécessaires, et doit être compensée par l'achat annuel de stock.